# Gustav Haeberle
Gustav Haeberle (* 14. April 1853 in Memmingen; † Januar 1930 in Bamberg) war ein deutscher Architekt und Vertreter des Historismus.

## Leben und Wirken

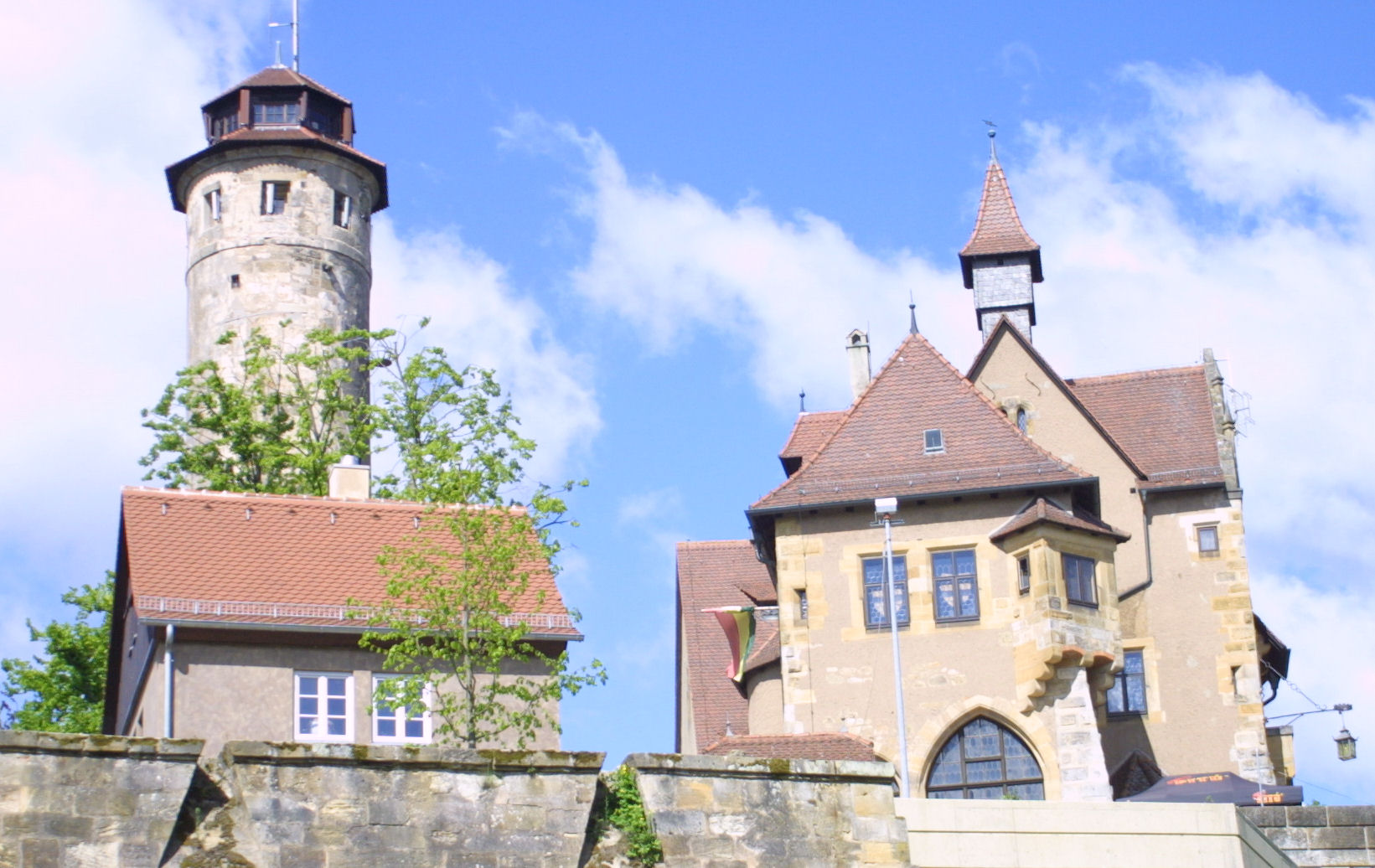
Rechts der von Haeberle errichtete neue Palas der Bamberger Altenburg

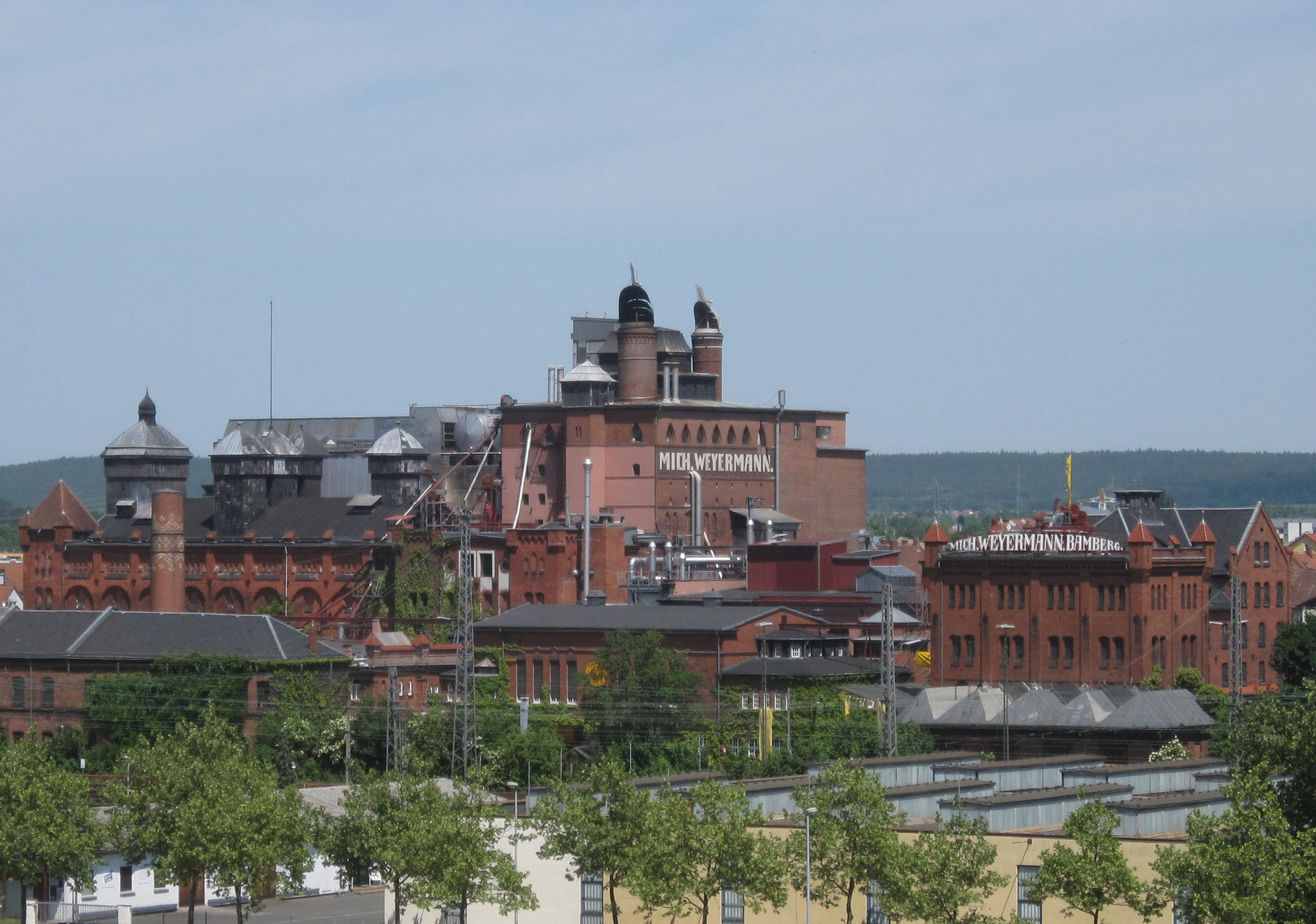
Ansicht der Mälzerei Weyermann in Bamberg

Gustav Haeberle studierte in Stuttgart Architektur und in München Ingenieurwesen. Danach war er zunächst als Bauassistent in seiner Geburtsstadt tätig, ehe er in dieser Funktion 1877 nach Bamberg kam. Dort arbeitete er bis zu seinem Lebensende und beeinflusste mit über 100 Bauwerken das Stadtbild. Zu seinen Frühwerken gehört die Ausfertigung der Pläne für das heutige Clavius-Gymnasium. Seine Heirat mit Kunigunde Weyermann 1880 verschaffte ihm auch berufliche Vorteile, da er so in den Kreis der Honoratioren im Altenburg-Verein gelangte, was ihm half, zwei seiner prägendsten Aufträge zu erhalten: den Komplex der Malzfabrik seines Schwagers Johann Baptist Weyermann (dessen bauliche Entwicklung er über Jahrzehnte begleitete) und die Erneuerung der Altenburg.
In seiner Eigenschaft als Distriktbautechniker und Kreisbaureferent war er unter anderem verantwortlich für mehrere Schulhäuser und Kirchen im Landkreis Bamberg, die Erneuerung der Marienkapelle und des Alten Rathauses in Scheßlitz. Mit seinem Stil, der in rücksichtsvoller, spielerischer Phantasie den Münchner Historismus eines Gabriel von Seidl aufgriff, traf er den Geschmack der Gründerzeit. Seine Werke als sorgfältiger und fleißiger Geschäftsmann wurden vor allem von aufstrebenden Unternehmern in Auftrag gegeben: oft Wohnhäuser, aber auch Zweckbauten wie Fabriken und Lagerhäuser. Neben den bereits erwähnten Hauptwerken Weyermann und Altenburg war er auch bei der Gestaltung der Brennerstraße, des Kunigundendamms und des Michelsbergs über mehrere Jahre federführend tätig. Dabei war ihm die städtebauliche Einbindung seiner Bauten wichtig. Als einer der ersten Architekten wandte er die Fotomontagetechnik an, um die Sichtbeziehungen und Wirkungen seiner Projekte deutlich zu machen.
Wo sich ihm die Gelegenheit bot, versuchte Haeberle, aus seinen Gebäuden Gesamterscheinungen zu machen, indem er Details wie Geländer, Fliesen und Fenstergriffe entwarf. Im Gegensatz zu seinen Bauwerken sind die ebenfalls oft aufwändigen Inneneinrichtungen meist nicht erhalten geblieben. Ausnahmen sind etwa auf der Altenburg, aber auch im Geschäftshaus Grüner Markt 16 im Haeberle-Zimmer in der ehemaligen Buchhandlung Hübscher (heute Buchhandlung Osiander) zu finden.

## Werk

### Bauten und Entwürfe (Auswahl)
- 1877: „Realschule“ (heutiges Clavius-Gymnasium) in Bamberg, Kapuzinerstraße 29
- 1878: Klarissenkaserne in Bamberg, Schillerplatz 13 und 15 (nicht erhalten)
- 1879: Mainbrücken in Breitengüßbach und Hallstadt
- 1883: „Villa Trautheim“ des Apothekers Sippel, Laurenzistraße 28, 1892 nach einem Brand wieder aufgebaut
- 1884: Marienkapelle in Scheßlitz
- 1885: Kapelle und Schulhaus in Oberoberndorf
- 1887: Marienbrunnen am Marktplatz von Scheßlitz
- 1888–1929: Mälzerei und Villa Weyermann in Bamberg, Brennerstraße 15/19
- 1889: Mariahilfanstalt in Bamberg, Stephansplatz 2
- 1889: Wohnhaus Buchner C.C. und Söhne (heutiges Medienhaus Hübscher) in Bamberg, Grüner Markt 16
- 1890: Knabenhort in Bamberg, Amalienstraße 10
- 1891: Bierstube im „Hotel Krone“ in Bamberg, Lange Straße 12/14
- 1891–1902: Umbau der Altenburg in Bamberg
- 1892: Doppelhaus mit „Hotel Kaiserhof“ in Bamberg, Luitpoldstraße 45/47
- 1892: Privilegierte Schützengesellschaft in Bamberg, Schönleinsplatz 1 (in den 1950er Jahren durch Neubau der Sparkasse ersetzt)
- 1894: Schulhaus in Demmelsdorf
- 1894: Wallfahrtskapelle Steinknock in Mistendorf
- 1894–1896: Evangelische Stadtpfarrkirche St. Johannis in Forchheim
- 1897–1911: Gross & Bohrer in Bamberg, Zollnerstraße 76
- 1898: Kaufhaus Kipfmüller in Bamberg, Hauptwachstraße 15/17
- 1898: Umbau Altes Rathaus in Scheßlitz
- 1899: Herz-Jesu-Kirche in Schwürbitz
- 1899–1912: Wohnhäuser in Bamberg, Kunigundendamm
- 1899: Kaufhaus Witt in Bamberg, Obere Königstraße 20
- 1900: Kirche Heilige Familie in Windischletten
- 1901: Villa Horn (späteres Karl-May-Museum) in Bamberg, Hainstraße 11
- 1902: Wohnhaus des Kutschers Georg Alt in Bamberg, Josefstraße 7
- 1902–1912: Mehrere Villen am Michelsberg in Bamberg (darunter die Villa Schröppel)
- 1903: Martin-Luther-Kirche in Lichtenfels
- 1903: Schäftefabrik Moritz Horn in Bamberg, Amalienstraße 11a
- 1903: Ehemalige katholische Filialkirche Septem Dolores in Gundelsheim, heute evangelische Markuskirche
- 1904: Villa Urban in Bamberg, Wildensorger Straße 8
- 1906–1914: Wohnhäuser im Umfeld der Mälzerei Weyermann in Bamberg, Brennerstraße
- 1907: Erweiterung Brauerei Mahr in Bamberg, Wunderburg 12
- 1907–1927: Heilstätte in Bischofsgrün
- 1909: Wirtschaft der Maisel-Bräu in Bamberg, Obere Königstraße 38
- 1911: Kinderbewahranstalt in Bamberg, Kleberstraße 30
- 1911: Villa Türk & Kneitz in Kulmbach, Luitpoldstraße 9
- 1913: Kontor- und Wohnhaus Farbenfabrik Hornauer in Bamberg, Hartmannstraße 3
- 1914: Regattahaus in Bamberg, Stadtpark Hain
- 1920: Aufstockung Wohnhaus an der Maisel-Bräu in Bamberg, Moosstraße 46
- 1927: Bau der Kontorhauses der Maisel-Bräu in Bamberg, Moosstraße 46
- 1929: Festsaal für die Mälzerei Weyermann

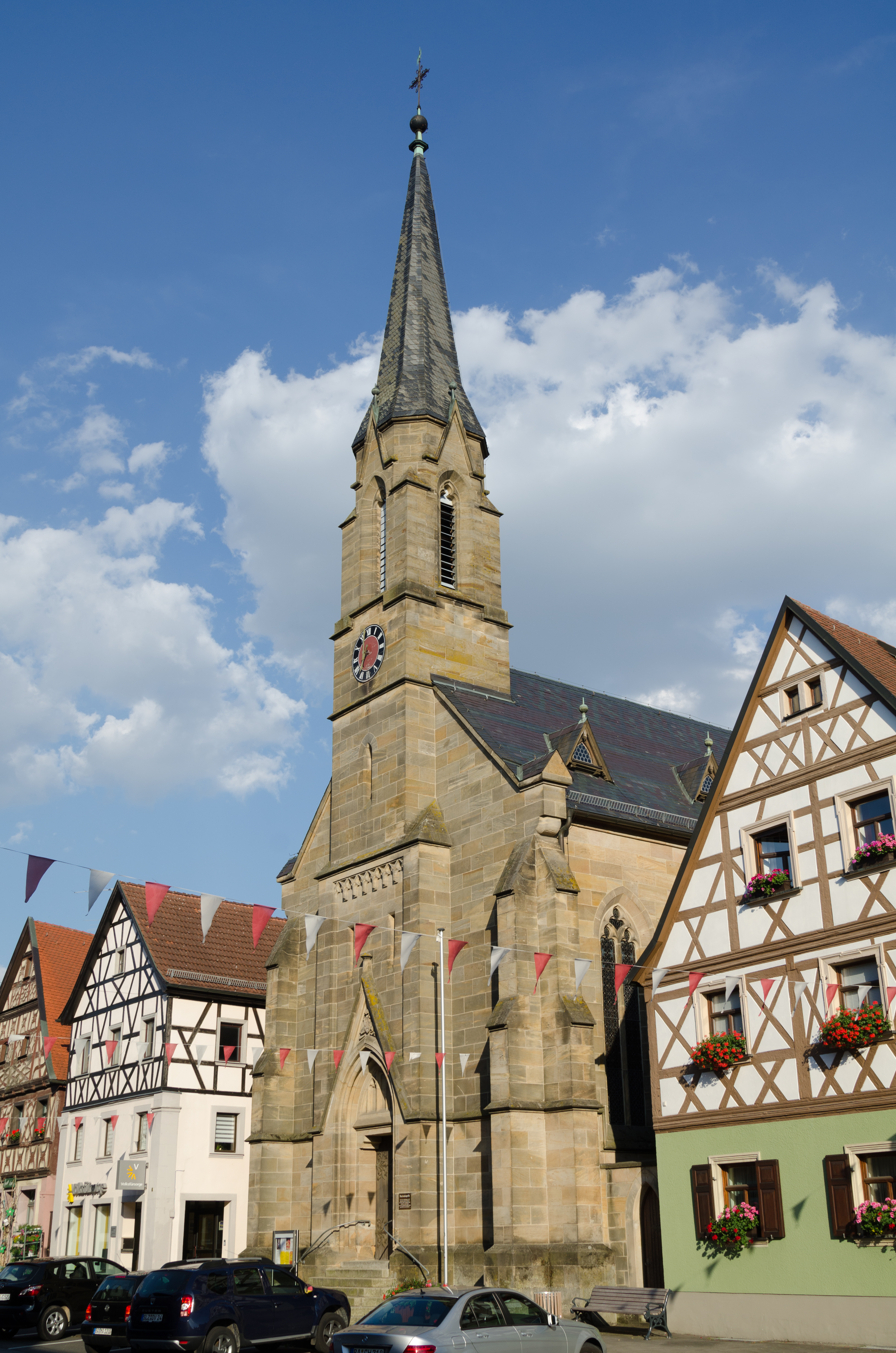
Die Marienkapelle in Scheßlitz (1884)
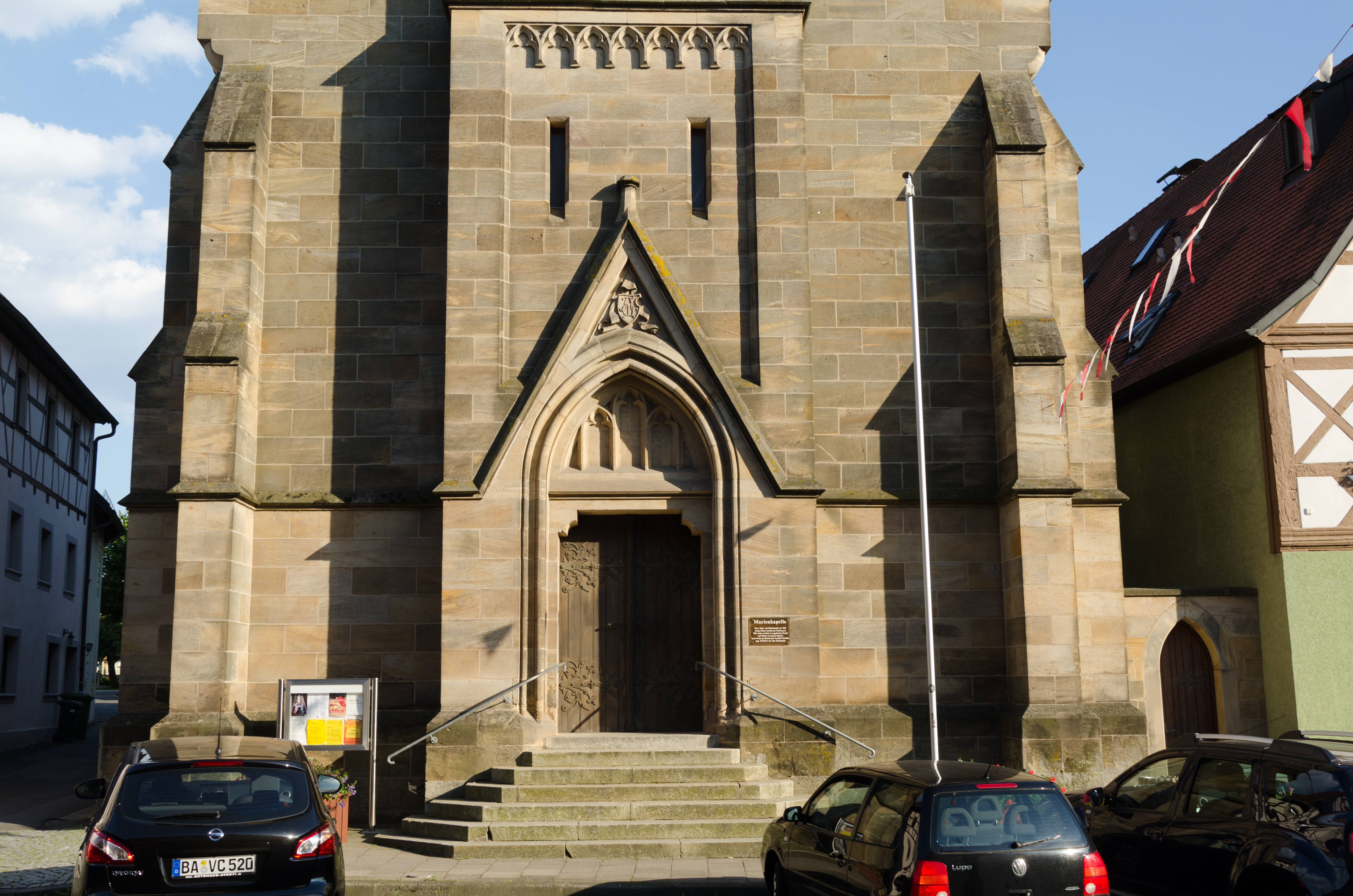
Portal der Marienkapelle (1884)
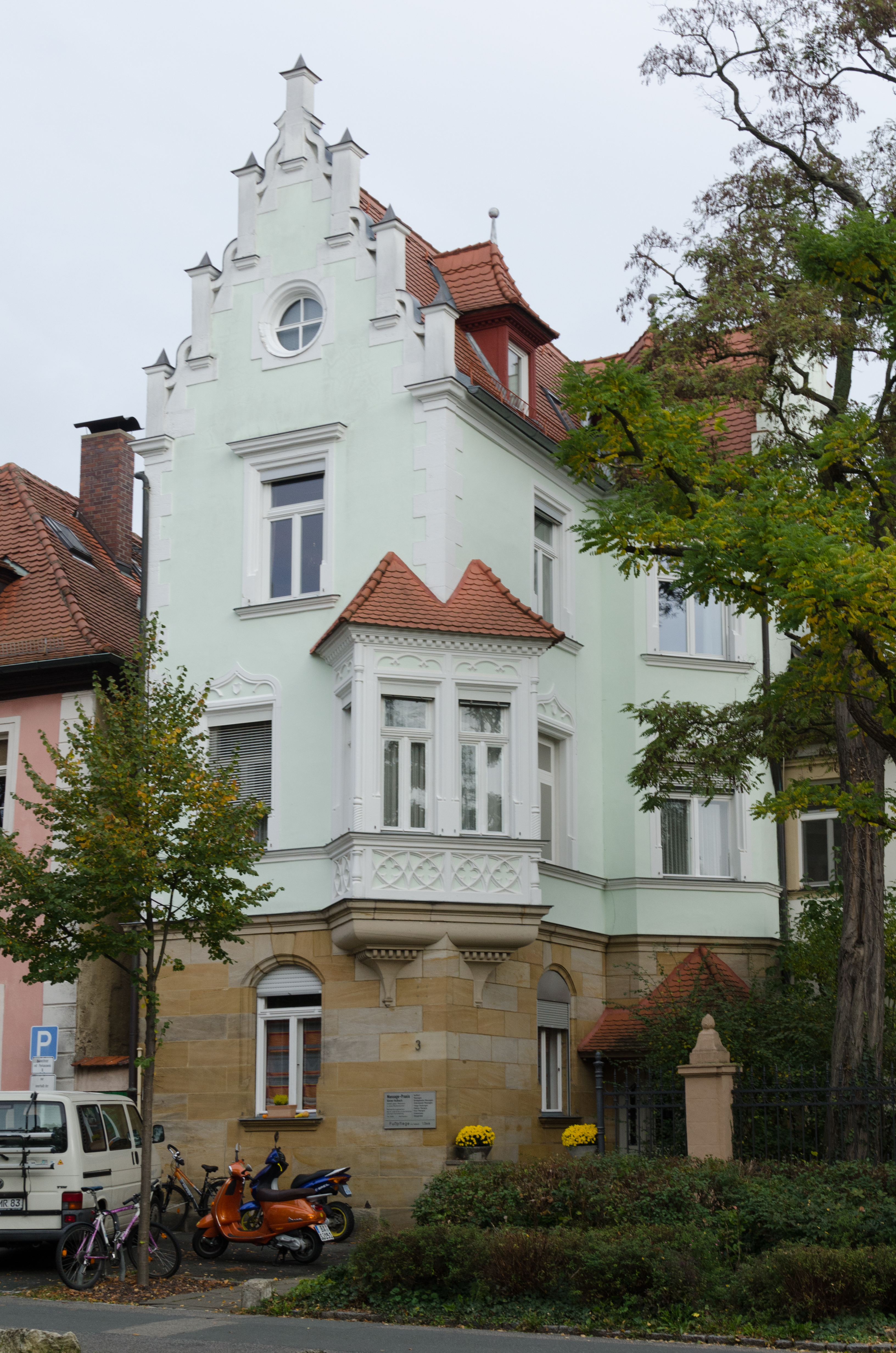
Haus am Gangolfsplatz in Bamberg (1897)
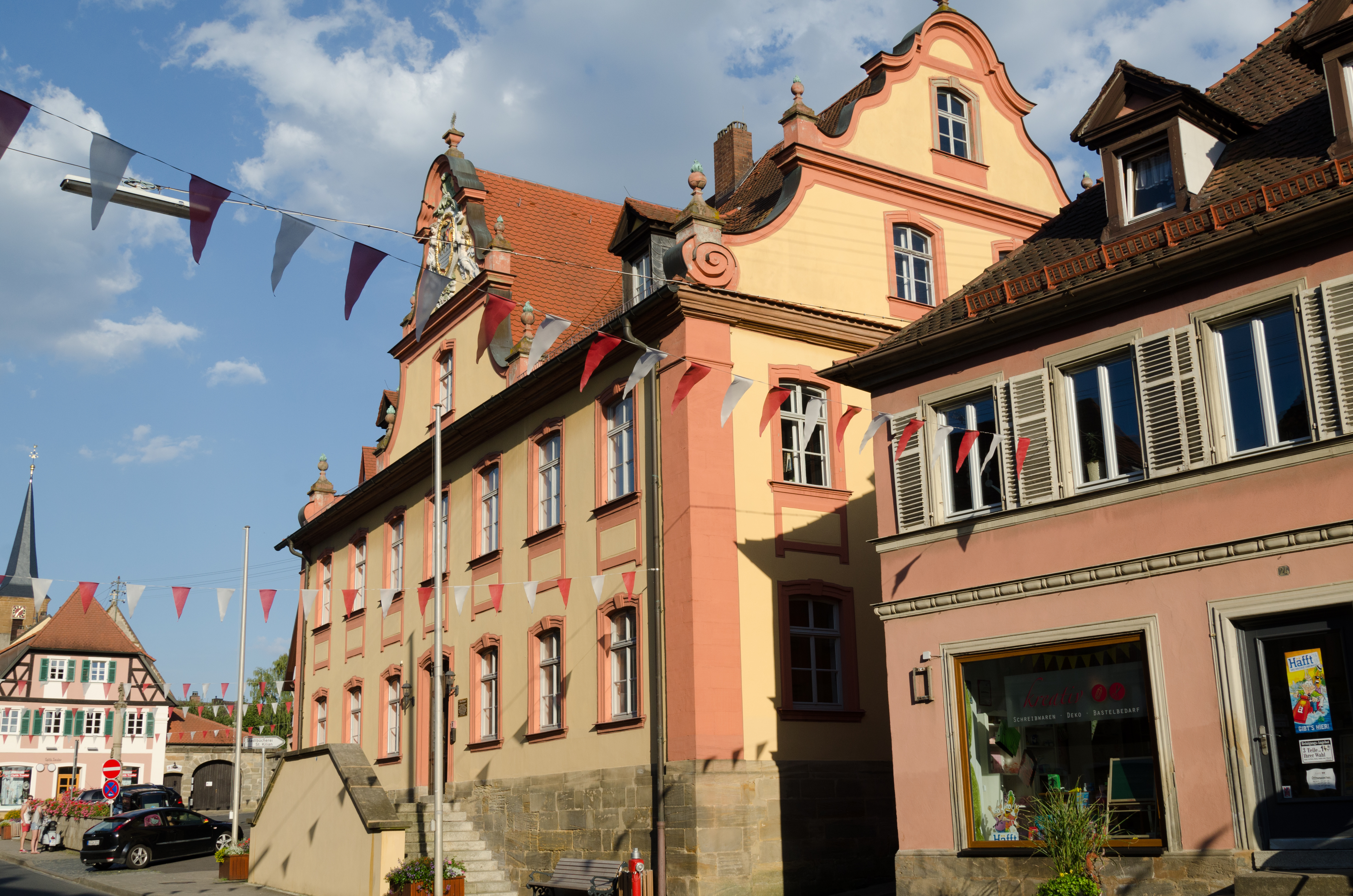
Altes Rathaus in Scheßlitz (1898)
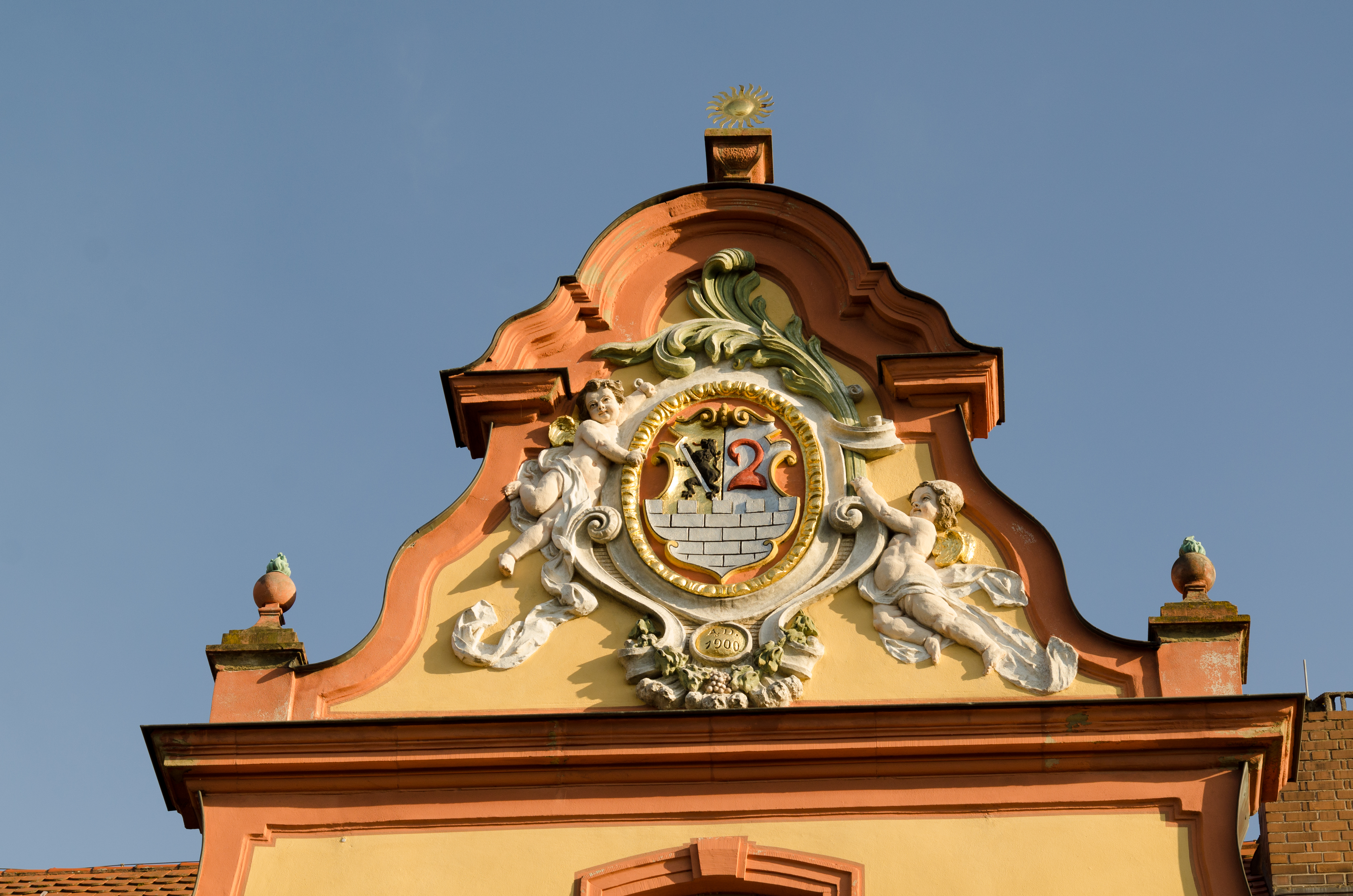
Giebel des Alten Rathauses in Scheßlitz (1898)
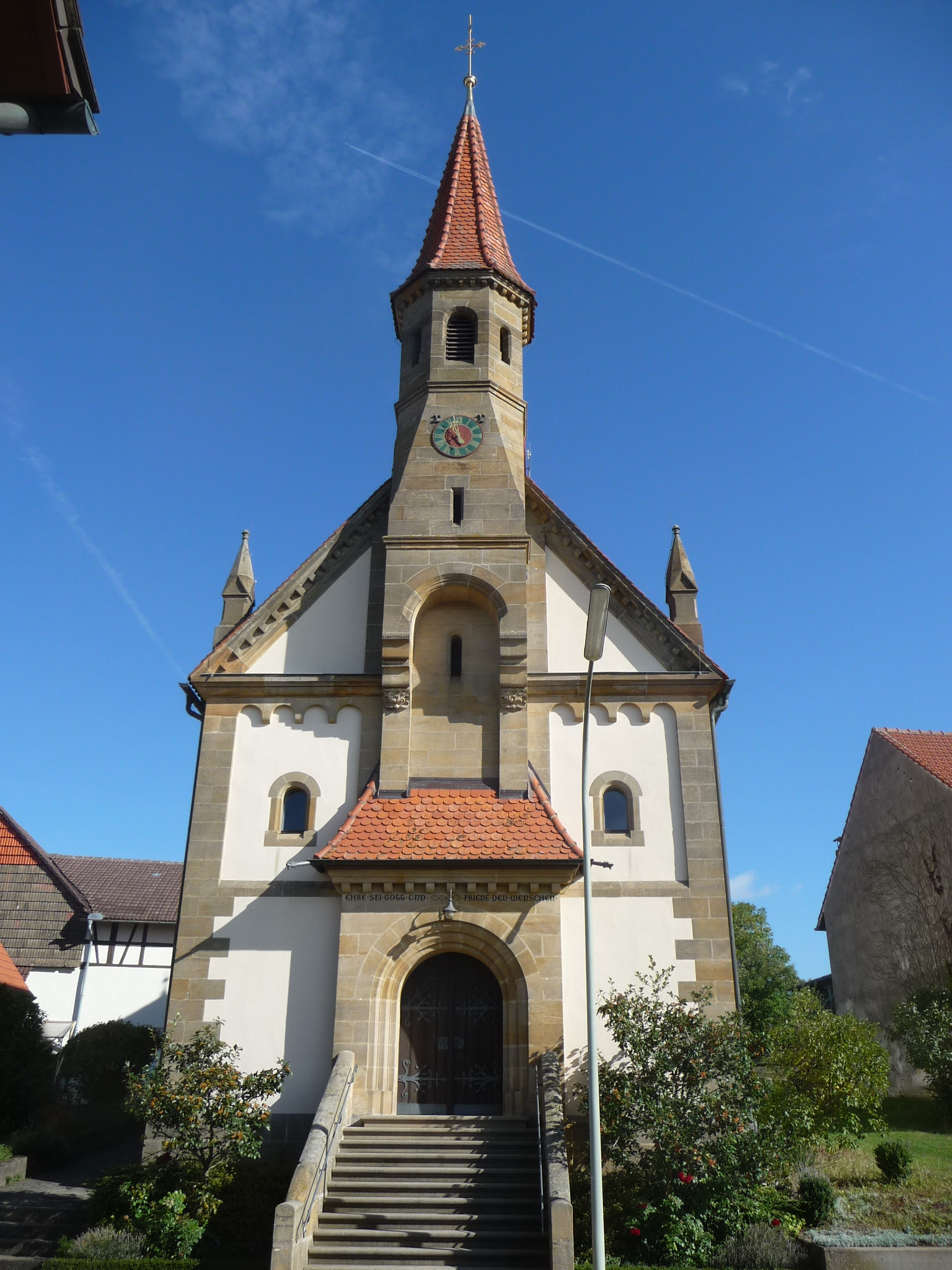
Kirche in Windischletten (1900)
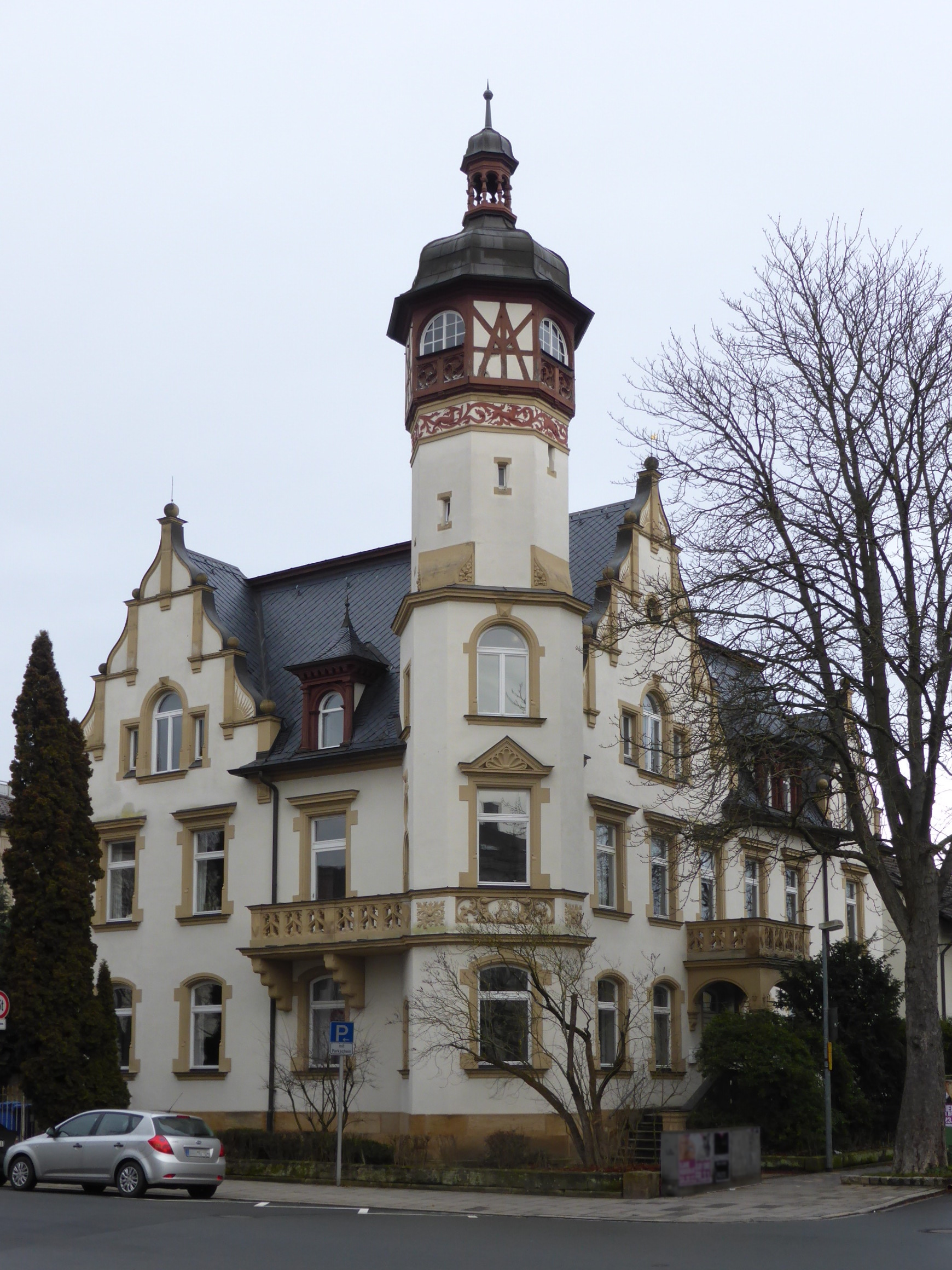
Villa Horn in der Hainstraße in Bamberg (1901)
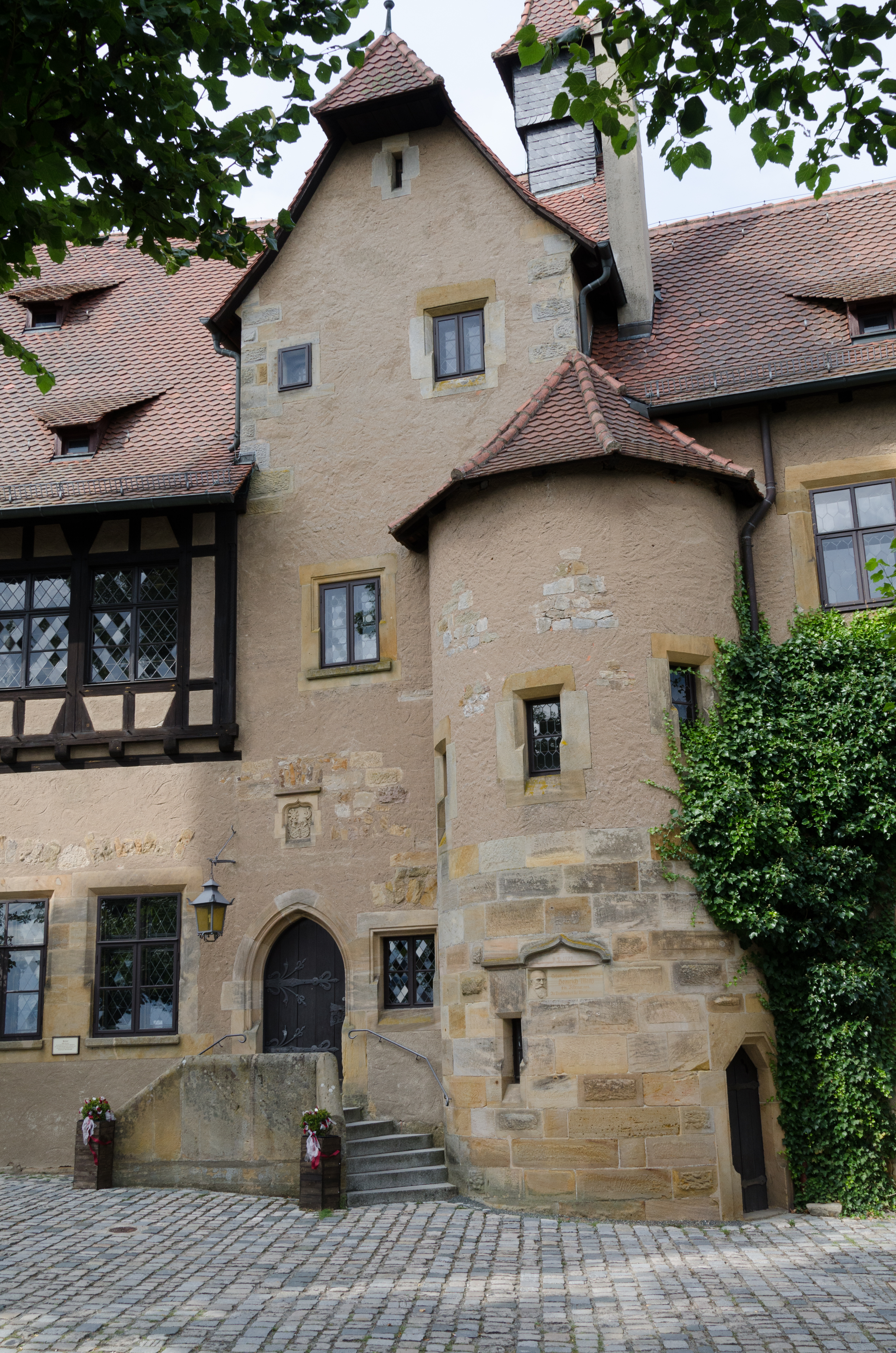
Nahaufnahme des Palas auf der Altenburg in Bamberg (1901)
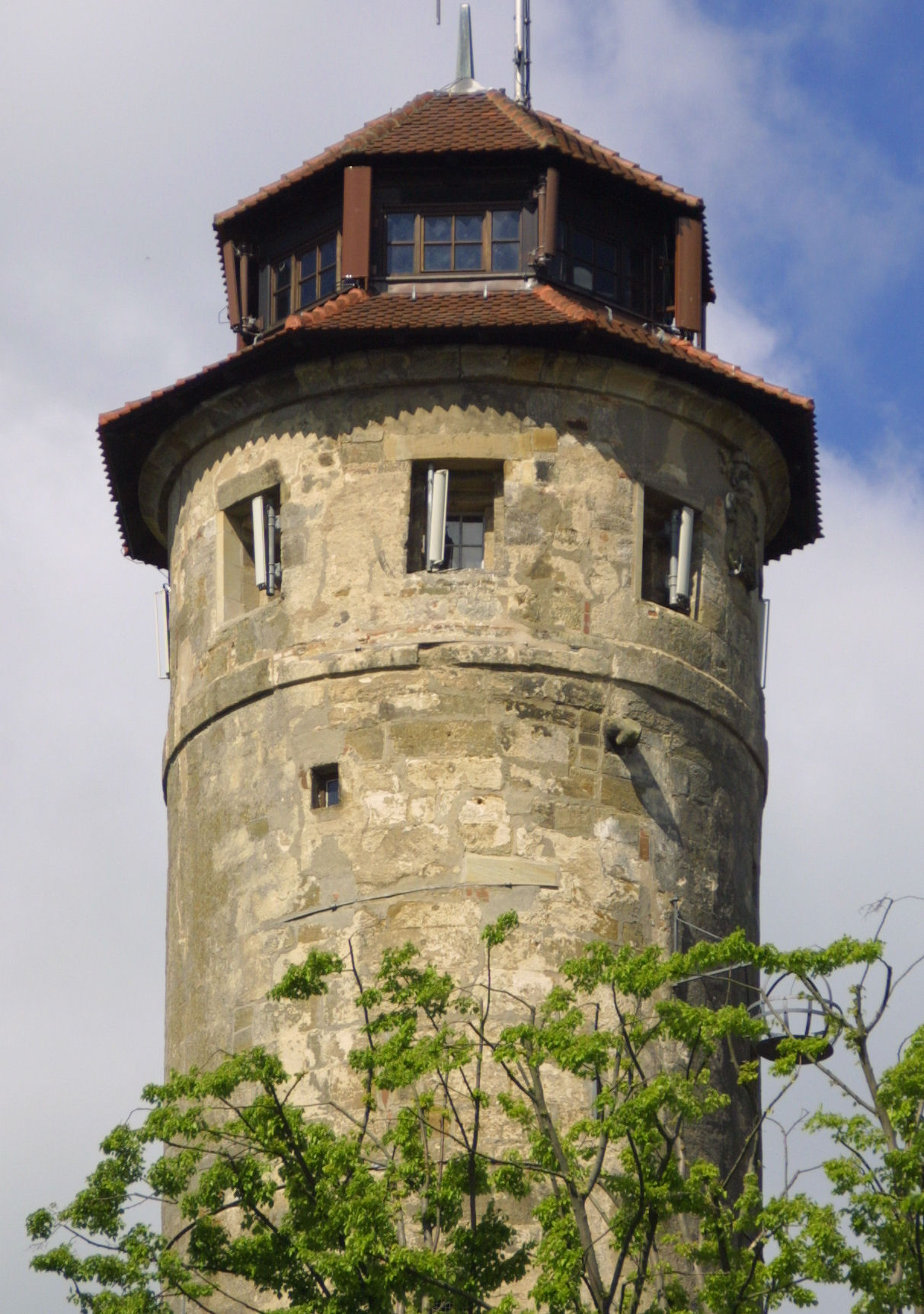
Die erneuerte Turmhaube auf der Altenburg in Bamberg (1902)
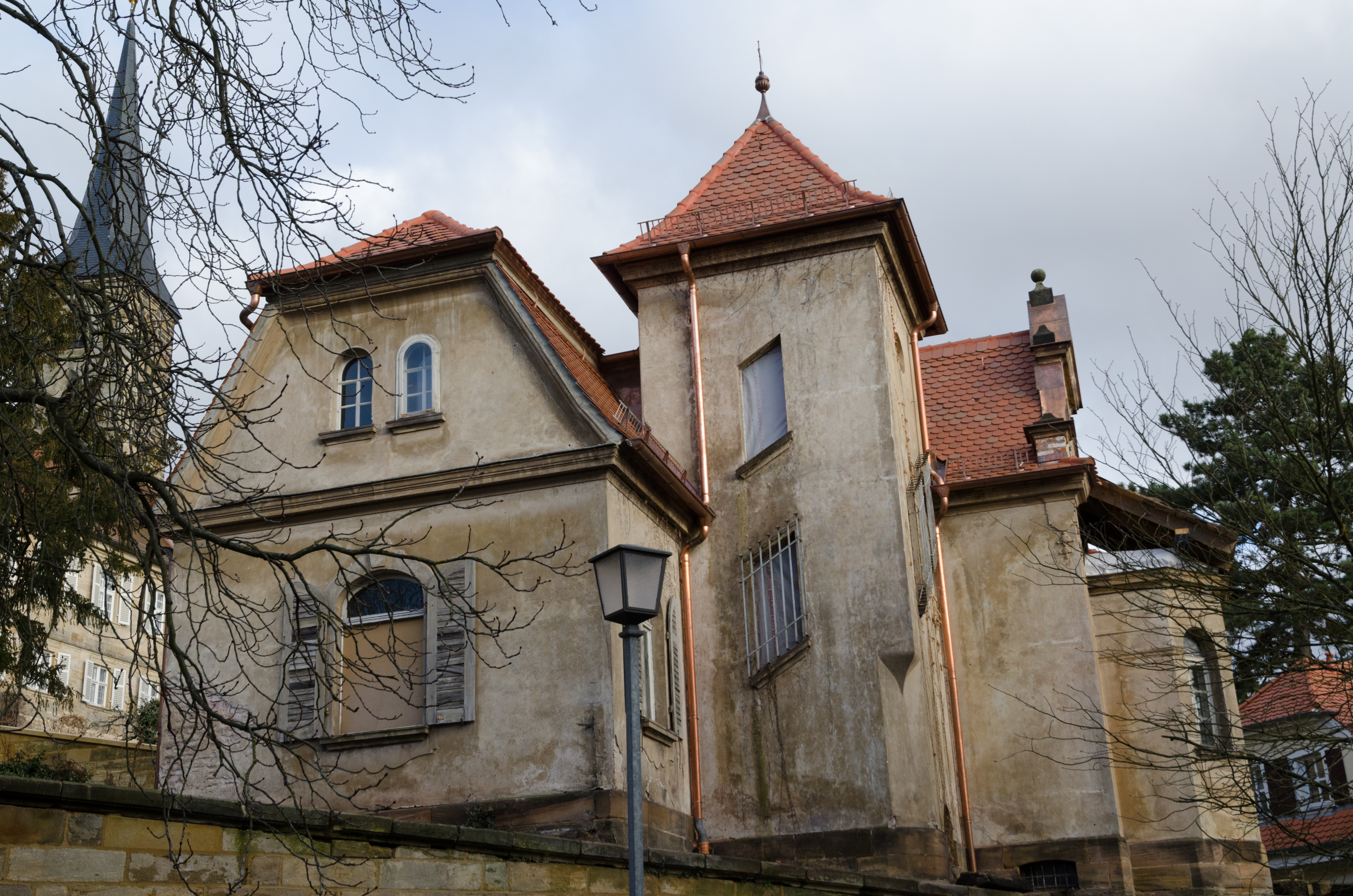
Die Villa Schröppel am Michelsberg in Bamberg (1902)
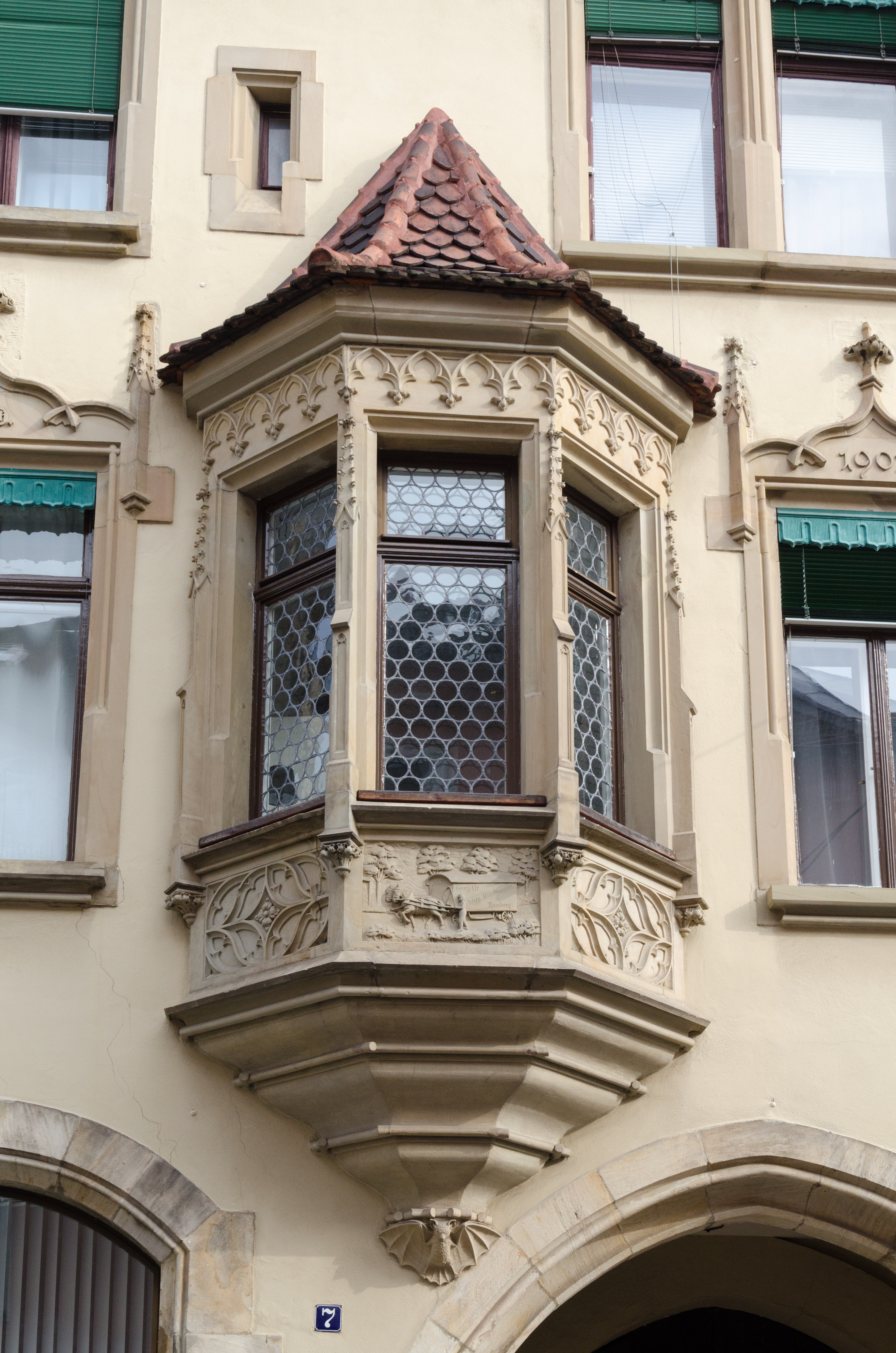
Erker Josephstraße 7 in Bamberg (1902)
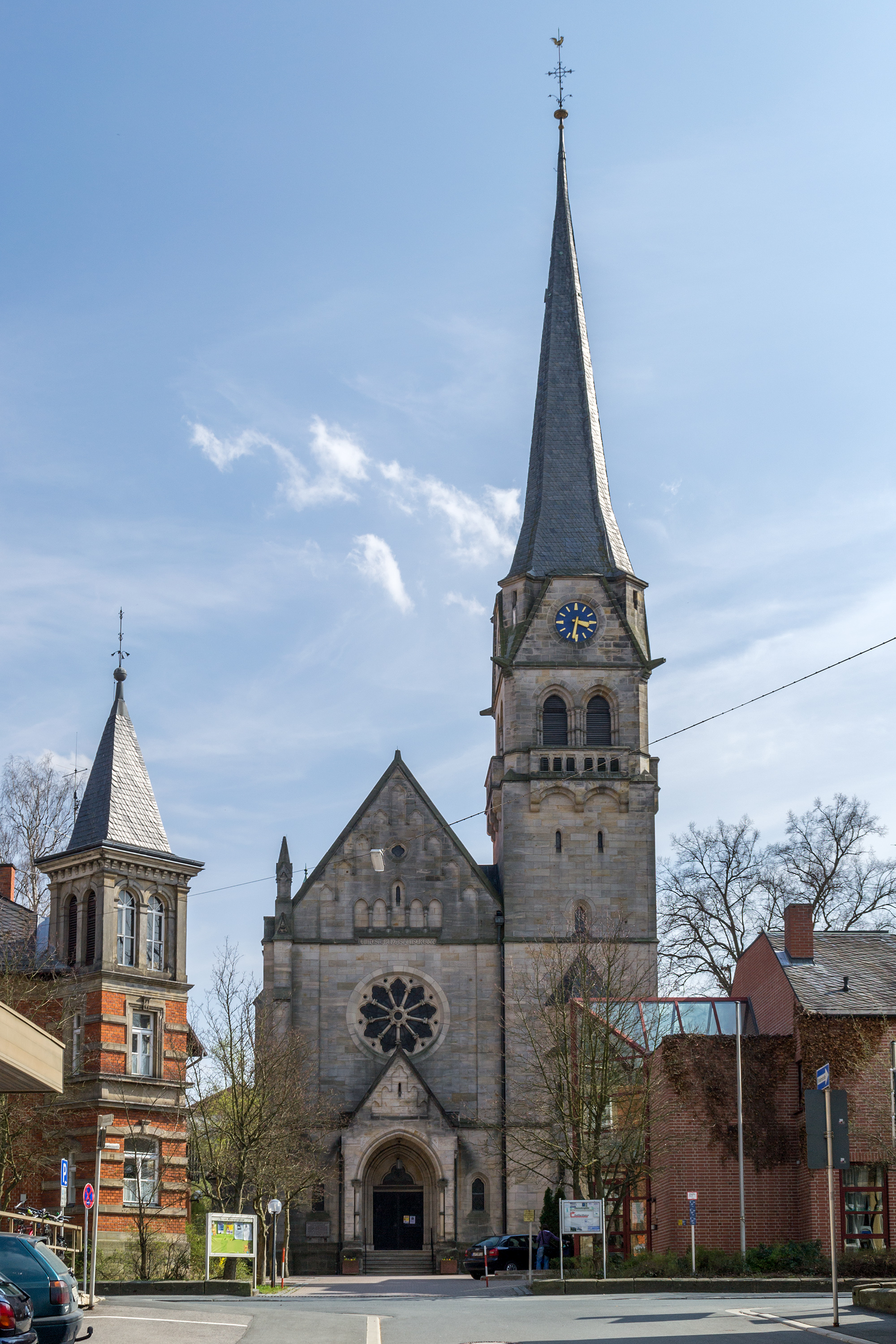
Martin-Luther-Kirche in Lichtenfels (1903)
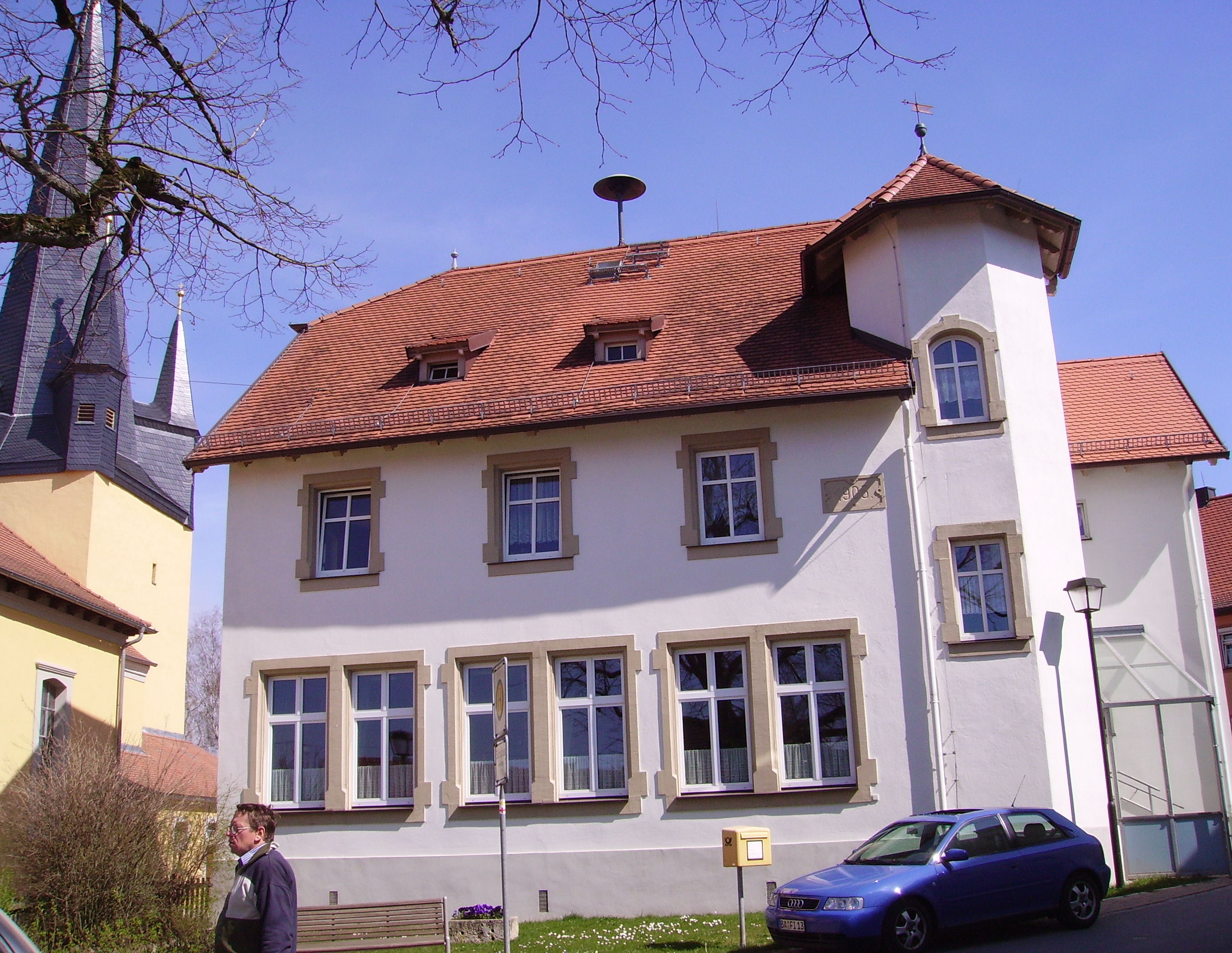
Schulhaus Ludwag (1907)
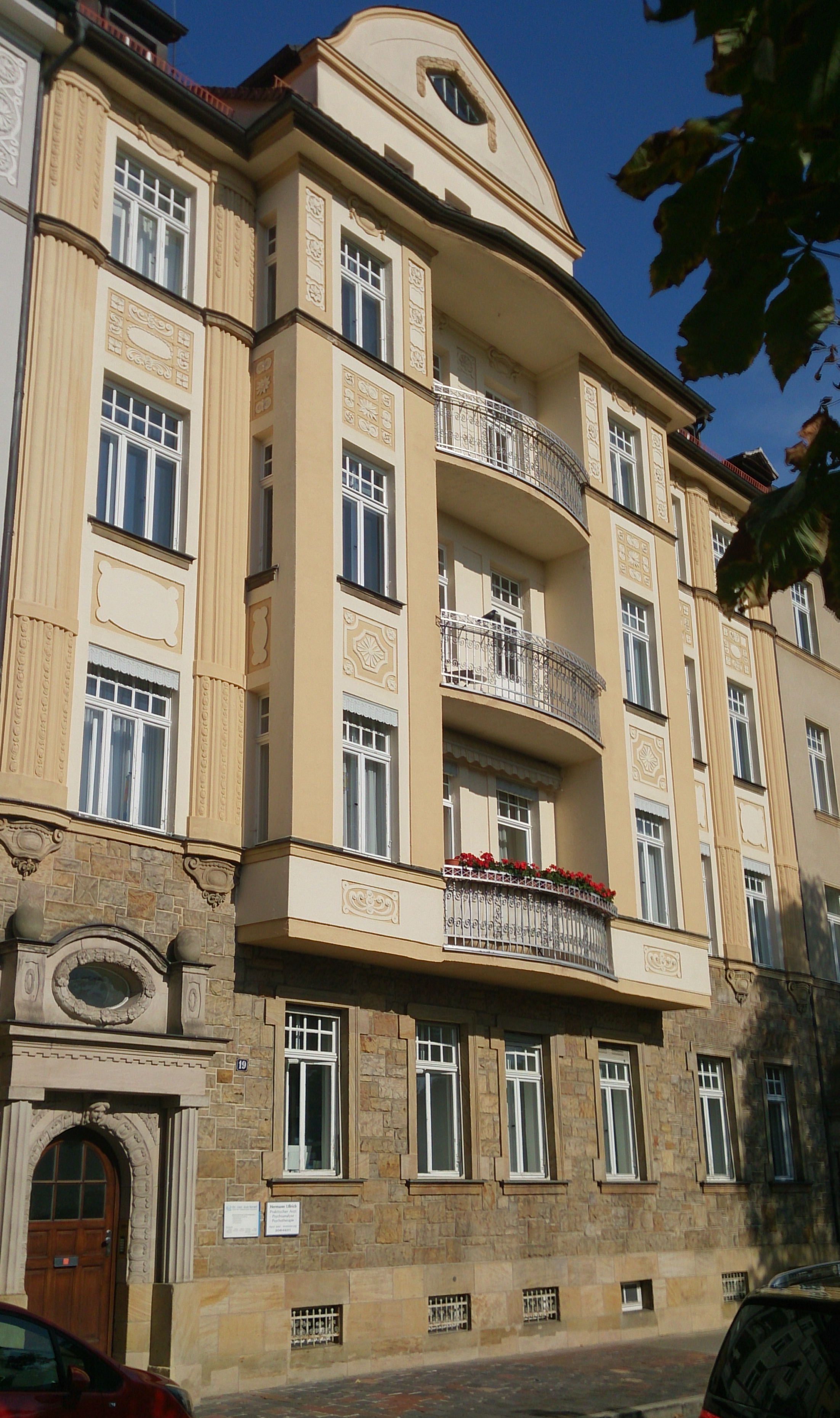
Ein Beispiel aus dem Ensemble am Kunigundendamm (1911)
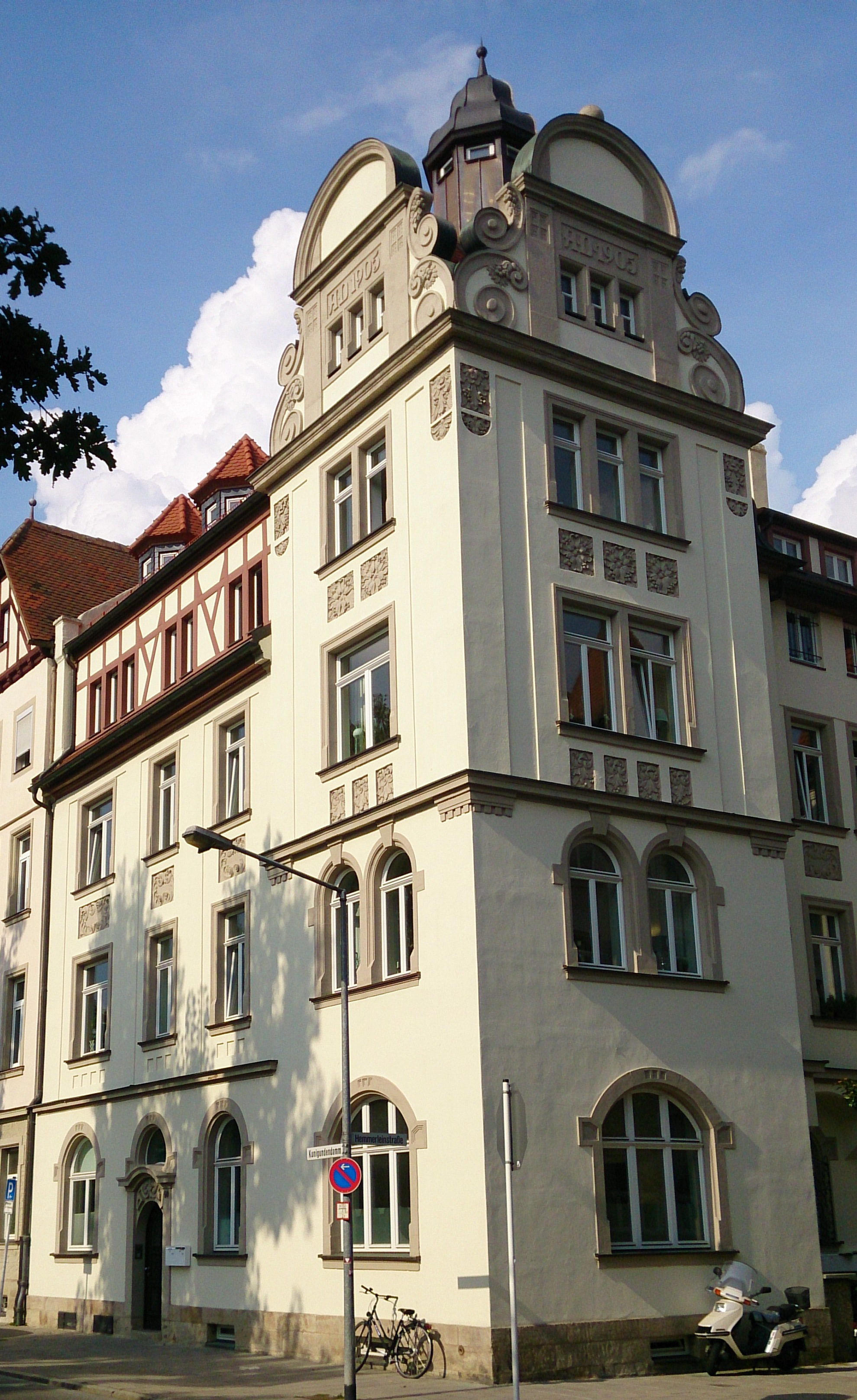
Wohnhaus Kunigundendamm in Bamberg, Ecke Hemmerleinstraße (1911)
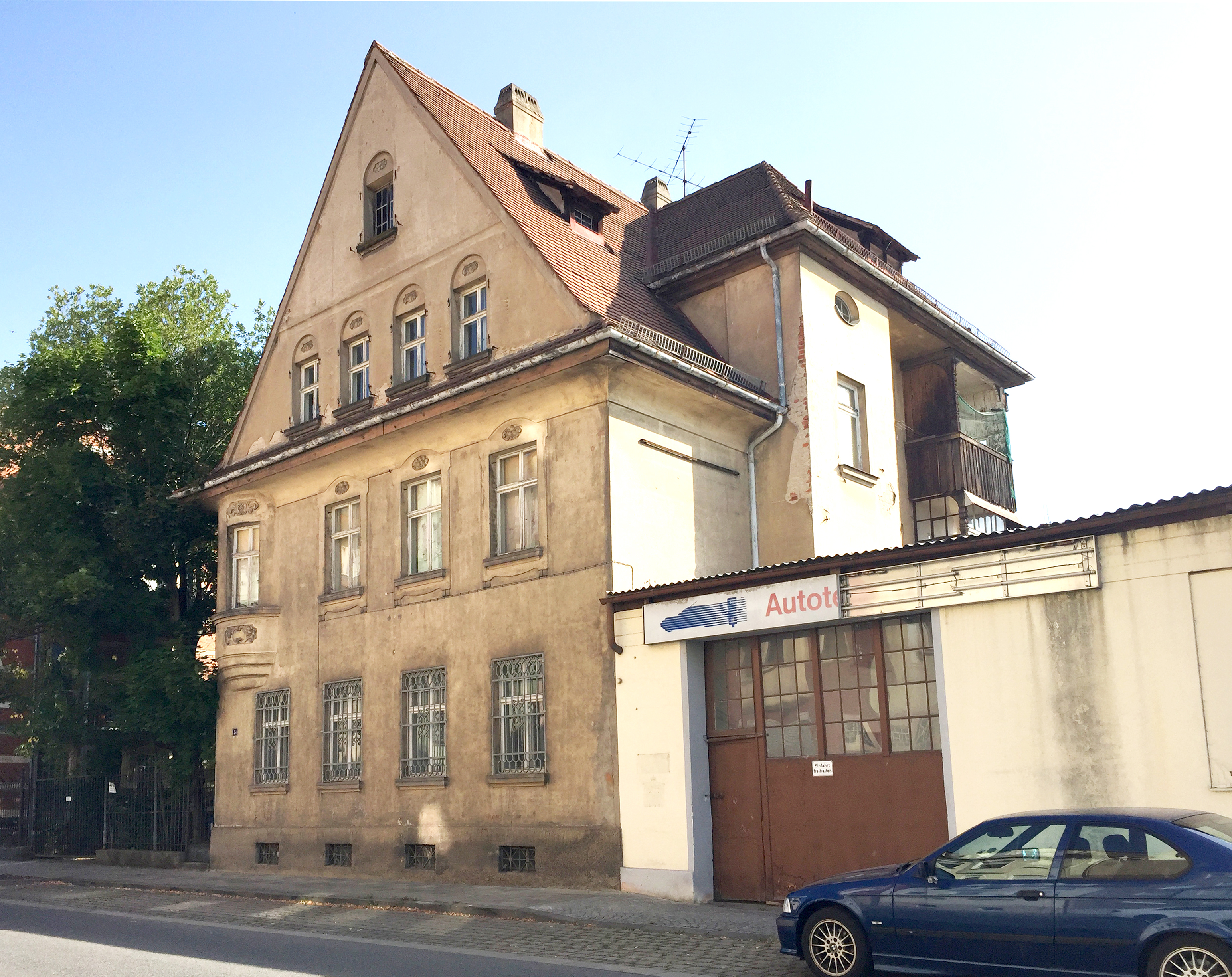
Kontor- und Wohnhaus Hornauer in Bamberg, Hartmannstraße 3 (1913)
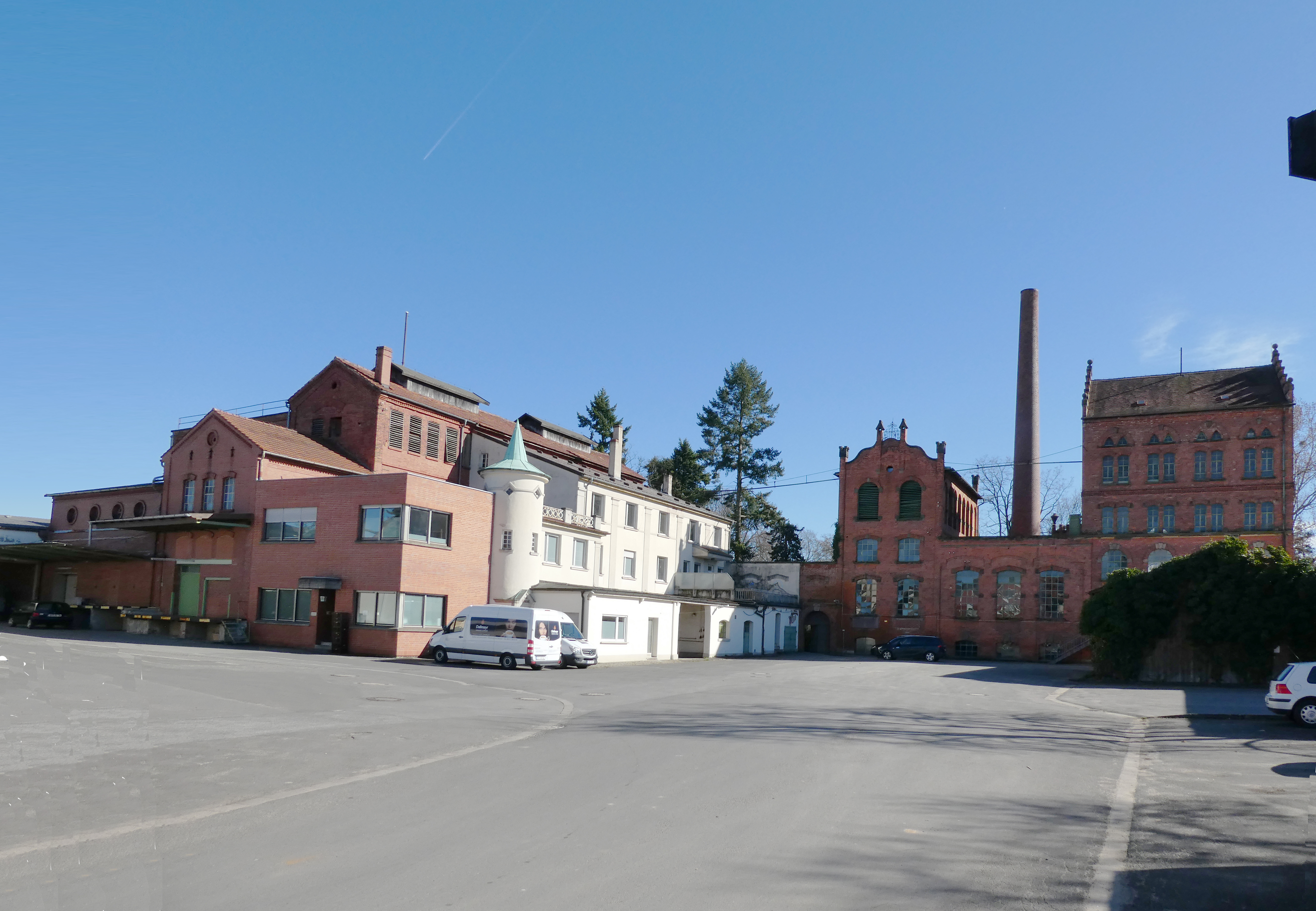
Links: Kontor- und Wohnhaus der Brauerei Maisel in Bamberg (1920–1927)